# Cides
Cides (en llatí Cydas, en grec antic Κύδας) fou un comandant grec cretenc que al front de 500 homes de Gortina (Creta) es va unir a les forces de Tit Quint Flaminí a Tessàlia l'any 197 aC.
Probablement és el mateix Cides fill d'Antítalces que era κόσμος ("cósmos") o magistrat suprem de Gortina quan una ambaixada romana va visitar l'illa el 184 aC per arreglar les diferències entre aquella ciutat i Cnossos, segons diu Polibi.